# Newquay (stacja kolejowa)
 Newquay – stacja kolejowa w mieście Newquay, w hrabstwie Kornwalia. Stacja leży na linii kolejowej Atlantic Coast Line. Jest stacją czołową, ostatnią stacją na tej linii.

## Ruch pasażerski
Stacja obsługuje ok. 108 954 pasażerów rocznie (dane za rok 2021/2022). Posiada połączenie z Par i linią Cornish Main Line. W okresie letnim stacja obsługuje jeden z nielicznych w Anglii pociągów sypialnych.

## Obsługa pasażerów
Kasy biletowe, automat biletowy, informacja kolejowa, WC, przystanek autobusowy, postój taksówek. Stacja znajduje się w centrum miasta.